# SS Murex
SS Murex – brytyjski zbiornikowiec. Wodowany w 1892 Murez był pierwszym nowoczesnym zbiornikowcem, a w pięć lat później został pierwszym statkiem nowo powstałej wówczas firmy Shell Transport and Trading Company (dzisiejszy Shell Oil Company). Statek został storpedowany w 1916 na Morzu Śródziemnym przez niemiecki okręt podwodny.

## Historia
Murex został zaprojektowany i powstał na zamówienie londyńskiego biznesmena Marcusa Samuela. W czasie podróży na Daleki Wschód, Samuel opracował plan eksportu przetworów ropy naftowej w ten rejon świata. Aby taki eksport był opłacalny, Samuel potrzebował nowego typu statku – musiała być to duża jednostka zabierająca na pokład znaczne ilości przetworów ropy i będąca w stanie pokonać Kanał Sueski skracając drogę z Europy na Bliski Wschód o 4000 mil. Zarządcy Kanału Sueskiego odrzucali prośby na pozwolenia przepłynięcia przez Kanał jednostek przewożących beczki z przetworami ropy (i innymi substancjami łatwopalnymi) – głównie z powodu obawy przed eksplozją, która mogłaby uszkodzić Kanał. Ówcześnie ropa była przewożona, zarówno drogą kolejową, jak i morską w drewnianych beczkach, które były ładowane na zwykłe statki, co znacznie ograniczało ilość oleju, jaka mogła być przewieziona przez taki statek.
W tym samym czasie kiedy Samuel zaczął planować możliwość eksportu ropy na Bliski Wschód, rodzina Rothschildów zainwestowała znaczne ilości pieniędzy w rozbudowę pól naftowych w Baku, zbudowano wtedy także linię kolejową do Morza Czarnego. Rothschildowie potrzebowali nowego typu statku, który mógłby bardziej ekonomicznie przewozić ich ropę, a Samuel miał pomysł na eksport tejże ropy na Bliski Wschód. Samuel podpisał 9-letnią umowę z Rothschildami na eksport ich ropy na Bliski Wschód, dodatkowo wpływy Rothschildów na brytyjski rząd (budowa Kanału została częściowo sfinansowana przez pieniądze pożyczone przez Rothschildów) miały pomóc w uzyskaniu pozwolenia na przepływanie statków z ropą przez Kanał.
Aby móc rozpocząć eksport, Samuel potrzebował nowego typu statku, który by mógł przewozić jak najwięcej ropy, a zarazem byłby w stanie sprostać wymaganiom bezpieczeństwa stawianym przez zarząd Kanału. O zaprojektowanie takiego statku Samuel poprosił brytyjskiego projektanta okrętowego Jamesa Flannery'ego.
Flannery zaprojektował pierwszy w swoim rodzaju statek, który do dziś stanowi wzór dla nowoczesnych zbiornikowców. Statek miał 10 zbiorników (po pięć w dwóch rzędach) na przewożone przetwory ropy, umieszczone na śródokręciu zbiorniki były oddzielone od maszynowni koferdamą. Na każdym zbiorniku umieszczono dodatkowy zbiornik rozprężny, statek miał także wbudowany mechanizm parowy do czyszczenia zbiorników. Statek został zaprojektowany z wodną instalacją balastową, co miało istotne znaczenie do pokonywania Kanału - w razie osadzenia na mieliźnie, statek był w stanie sam z niej zejść poprzez spuszczenie wody z balastu. Po jego wodowaniu statek otrzymał najwyższą wycenę bezpieczeństwa, jaką przyznawał Lloyd’s i otrzymał zgodę na pokonywanie Kanału.
Murex był zbudowany w stoczni William Gray and Company w West Hartlepool. Statek liczył 338 st stóp długości i 43 stopy szerokości (103 x 13 m). Napęd stanowiła maszyna parowa potrójnego rozprężania opalana węglem zbudowana w Central Marine Engine Works.
Przy wodowaniu, 28 maja 1892, statek otrzymał imię Murex pochodzące od nazwy muszli (and. shell) tropikalnych ślimaków morskich, murex. Pięć lat po wodowaniu statku, Samuel założył nową firmę którą nazwał Shell Transport and Trading Company.
Statek udał się w pierwszą podróż pod dowództwem kapitana żeglugi wielkiej Johna R. Coundona. Pierwszym celem zbiornikowca był port w Batumi, gdzie do zbiorników załadowano cztery tysiące ton rosyjskiej nafty. 24 sierpnia, Murex został pierwszym statkiem z ładunkiem nafty, który przepłynął przez Kanał.
W 1914 Murex został wynajęty przez Royal Australian Navy (RAN).  Jednostka służyła jako tankowiec, zaopatrzeniowiec i tender dla australijskich niszczycieli. Statek został zwrócony właścicielom jeszcze w tym samym roku. W 2010 statek otrzymał battle honour Rabaul 1914 za jego służbę w RAN w czasie wojny.
21 grudnia 1916 Murex został storpedowany przez niemiecki okręt podwodny SM U-73 94 mile na północny zachód od Port Said.